# Cédric Mathy
Cédric Mathy (Elsene, 2 februari 1970) is een Belgisch wielrenner. Hij kende zijn sportieve hoogtepunt al op jonge leeftijd, toen hij in 1992 brons haalde op de Olympische Spelen in de puntenkoers. Hij behaalde er ook een 6de plaats op de individuele achtervolging op 4000m. Door een gebrek aan financiële steun en een paar zware valpartijen moest hij zijn carrière al vroeg staken. Mathy heeft een paar jaar een relatie gehad met ex-baanwielrenster Kristel Werckx met wie hij ook vier kinderen heeft.

## Palmares
| Jaar     | BK                                         | EK       | WK       | Overige                                             |
| Junioren | Junioren                                   | Junioren | Junioren | Junioren                                            |
| -------- | ------------------------------------------ | -------- | -------- | --------------------------------------------------- |
| 1988     | Omnium · 1km · achtervolging · puntenkoers |          |          |                                                     |
| 1989     | ploegkoers                                 |          |          |                                                     |
| Amateurs |                                            |          |          |                                                     |
| 1989     | ploegenachtervolging · 1km                 |          |          |                                                     |
| 1990     | Omnium · achtervolging · puntenkoers       |          |          |                                                     |
| 1991     | achtervolging · puntenkoers                |          |          |                                                     |
| 1992     | Omnium · achtervolging · puntenkoers       |          |          | Olympische Spelen: · puntenkoers · 9e achtervolging |
| 1993     | Omnium                                     |          |          |                                                     |
| 1994     | Derny · puntenkoers                        |          |          |                                                     |